# 焚書

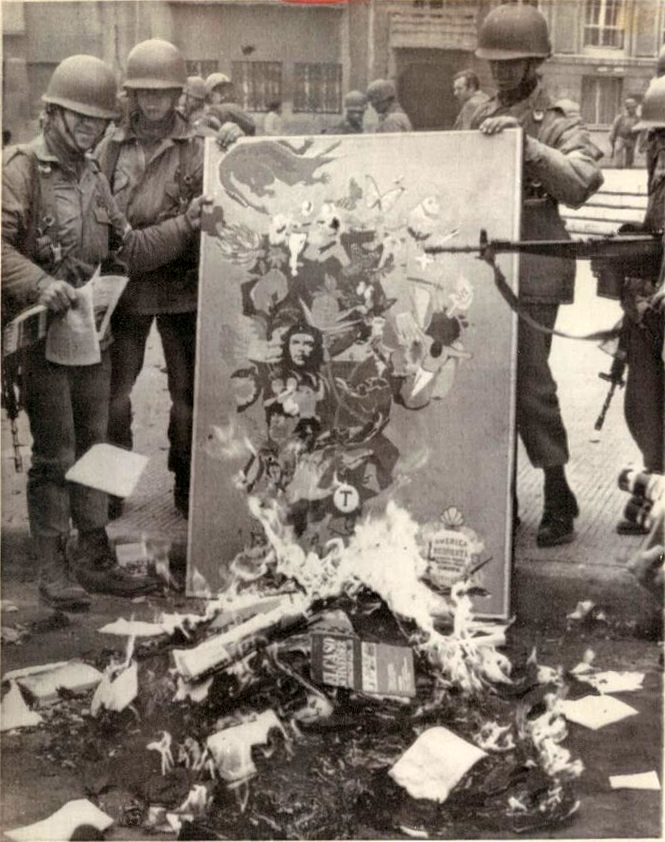
クーデター後のチリにおいて、マルクス主義の書物を路上で公開焼却しているピノチェト派の兵士。（1973年）

焚書（ふんしょ）は、書物焼却行為の中でも、思想弾圧や不快表現抑制の手段として、書物を公開的に焼却する行為、儀式的書物焼却。書物の公開処刑。
歴史的に書物公開焼却が行われた著名例として、秦の焚書坑儒や文化大革命、ナチス・ドイツの焚書儀式、悪書追放運動(漫画バッシング)時の手塚治虫作品などを教師やPTAによる校庭で公開焼却、南ベトナム陥落による赤化統一時の西洋書物や性的書物の公開焼却などがある。

## 主な公開焼却例

### 始皇帝の焚書
焚書という言葉の由来であり、公開処刑の儀式のように見せしめるように行われた。秦の始皇帝は、紀元前213年に李斯の提案にしたがって、焚書を行った。提案の内容は、次の通りであった。
1. 秦以外の諸国の歴史書を焼却する。
2. 詩経、書経及び諸子百家の書は、博士官（中国語: 博士 (官職)）のみがこれを所有する。
3. 民間人は、医学・占い・農業以外の書物を博士官に渡し、博士官はそれを焼却する。
4. 30日以内に博士官に渡さなかった場合、入墨の刑に処する。
5. 法律は、官吏がこれを教える（民間の独自解釈による教育を禁じると言うこと）。

始皇帝の焚書により、様々な書物の原典が失われた。しかし、壁の中に書物を隠すなどして書物を守った人もおり、それが、秦の滅亡後再発見され、研究に役立った。また、儒教の書物が狙われたと考えられがちであるが、他の諸子百家の書物も燃やされた。

### ナチス・ドイツの焚書

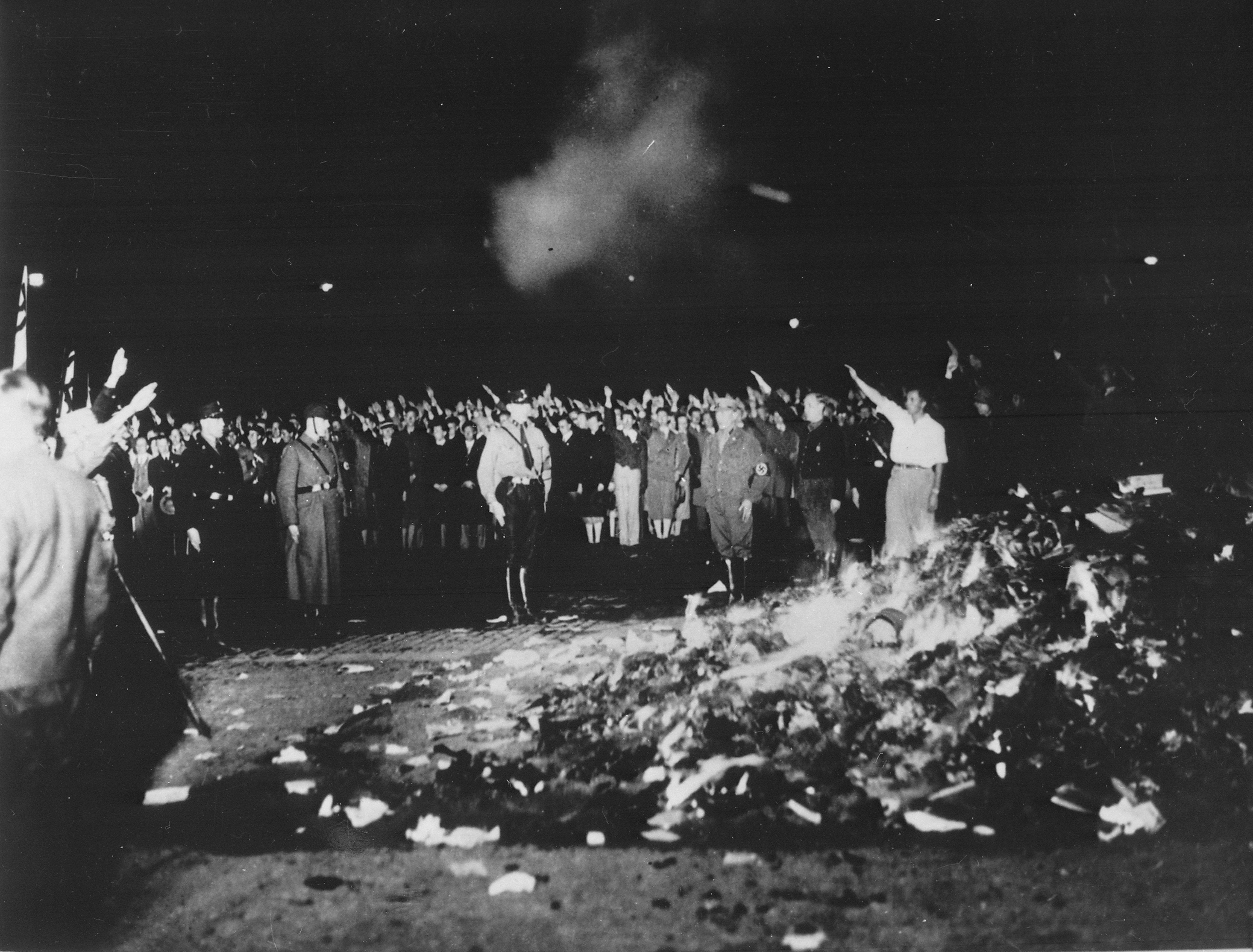
ナチス・ドイツの焚書（1933年）

ナチス・ドイツの行った焚書では、カール・マルクスなどの社会主義的な書物や、ハインリヒ・ハイネ、エーリッヒ・ケストナー、ハインリヒ・マン、ベルトルト・ブレヒト、エーリヒ・マリア・レマルク、クルト・トゥホルスキー、カール・フォン・オシエツキーなどの、「非ドイツ」的とみなされた多くの著作が燃やされた。
ドイツ文学者の山本尤によると、ナチスドイツは始皇帝のように公開処刑的に、そして儀式のように公開書物焼却をしたため、「焚書」と表現が相応しいと指摘している。
また売れない画家としての前歴を持つアドルフ・ヒトラーは、それまでの芸術の規範を飛び越えた近代的な芸術を退廃芸術として弾圧し、それに代わって肉体美や農村などを美化した「古き良き」芸術を大ドイツ芸術展を開いて称揚した。

### 創作における焚書
- 華氏451度

レイ・ブラッドベリ著。本の所持、読書が禁じられた世界を描いたディストピア小説。華氏451度は、本が自然発火する温度。書物の所有が発覚した場合、それらは直ちに昇火士(焚書官、ファイアマン)の手によって焼却される。
- 図書館戦争シリーズ

有川浩著。公序良俗に反する表現を取り締まる法律「メディア良化法」が存在し、良化特務機関(メディア良化隊)によって本が狩られる近未来の日本が舞台の小説。劇場アニメ版、実写映画版では良化隊に没収された書籍が焼却されている。